# Honoya Shoji
Honoya Shoji (庄司 朋乃也 Shoji Honoya?), född 8 oktober 1997 i Gunma prefektur, är en japansk fotbollsspelare.
Shoji började sin karriär 2016 i Cerezo Osaka. 2017 blev han utlånad till Zweigen Kanazawa. 2019 blev han utlånad till Oita Trinita. Han gick tillbaka till Cerezo Osaka 2020.